# فيروسات رباعية
فيروسات رباعية (بالإنجليزية: Tetraviridae)‏ هي عائلة من الفيروسات تصيب العثة والفراش، تضم الأجناس التالية:
- جنس فيروس رباعي بيتا: يضم نوع Nudaurelia capensis β virus
- جنس فيروس رباعي أوميجا: يضم نوع Nudaurelia capensis ω virus

## وصلات خارجية
- نطاق فيروسي الفيروسات الرباعية